# The New Gaither Vocal Band (álbum)
The New Gaither Vocal Band, del año 1981, es el primer álbum del cuarteto góspel estadounidense Gaither Vocal Band (llamados en aquel tiempo The New Gaither Vocal Band). En la realización tuvo parte la primera formación del cuarteto: los entonces jóvenes Steve Green en la voz de primer tenor, Gary McSpadden en la voz de segundo, y los más experimentados Bill Gaither como barítono y Lee Young como cantante de bajo (lower baritone).

## Canciones
1. He Came Down To My Level - (Liles, Christian)
2. Living Sacrifice - (Liles)
3. Don't Play With The Devil - (McSpadden, Byars, Christian)
4. Have You Made Your Reservation? - (Dunham, Dunham)
5. It Won't Rain Always - (Gaither, Gaither, Wilbur)
6. Abide In Me - (Gaither, Gaither, Christian)
7. I'm Yours - (Chapman)
8. Not By Might, Not By Power - (Gaither, Gaither, Christian)
9. Where Would I Turn? - (Christian)
10. Because Of Whose I Am - (McGuire, Rambo)
11. Your First Day In Heaven - (Hamblen)
12. Every Eye Shall See - (Gaither, Gaither)